# Neustadt in Holstein
Neustadt in Holstein es un municipio situado en el distrito de Holstein Oriental, en el estado federado de Schleswig-Holstein (Alemania), con una población a finales de 2016 de unos 15 211 habitantes.
Se encuentra ubicado al sureste del estado, en la península de Wagria, cerca del canal Elba-Lübeck, de la costa del mar Báltico y de la frontera con Mecklemburgo-Pomerania Occidental.

## Historia
En la Segunda Guerra Mundial, el subcampo número 1049 Neustadt en Holstein/Schleswig-Holstein era parte del campo de concentración de Neuengamme. El hundimiento de varios barcos, incluido el SS Cap Arcona, se produjo hacia el sur, en la bahía, en las horas finales de la Segunda Guerra Mundial. Casi 7.000 víctimas del campo de concentración fueron asesinadas en dos barcos, se ahogaron nadando en aguas de 45 °F hacia la costa del faro Pelzerhaken, o disparados por las SS al llegar a la costa. Un tercero, el Deutschland, tuvo todos los supervivientes.